# Beau Hoopman
Beau Hoopman (født 1. oktober 1980 i Sheboygan, Wisconsin, USA) er en amerikansk tidligere roer og olympisk guldvinder.
Hoopman vandt en guldmedalje ved OL 2004 i Athen, som del af den amerikanske otter. Udover Hoopman bestod bådens besætning af Wyatt Allen, Jason Read, Chris Ahrens, Joseph Hansen, Matt Deakin, Dan Beery, Bryan Volpenhein og styrmand Peter Cipollone. Amerikanerne sikrede sig guldmedaljen foran Holland og Australien, der vandt henholdsvis sølv og bronze. Fire år senere var han med i båden igen ved OL 2008 i Beijing, hvor det blev til en bronzemedalje.
Hoopman vandt desuden et verdensmesterskab i otter ved VM 2005 i Japan.

## OL-medaljer
- 2004:  Guld i otter
- 2008:  Bronze i otter